# 航线

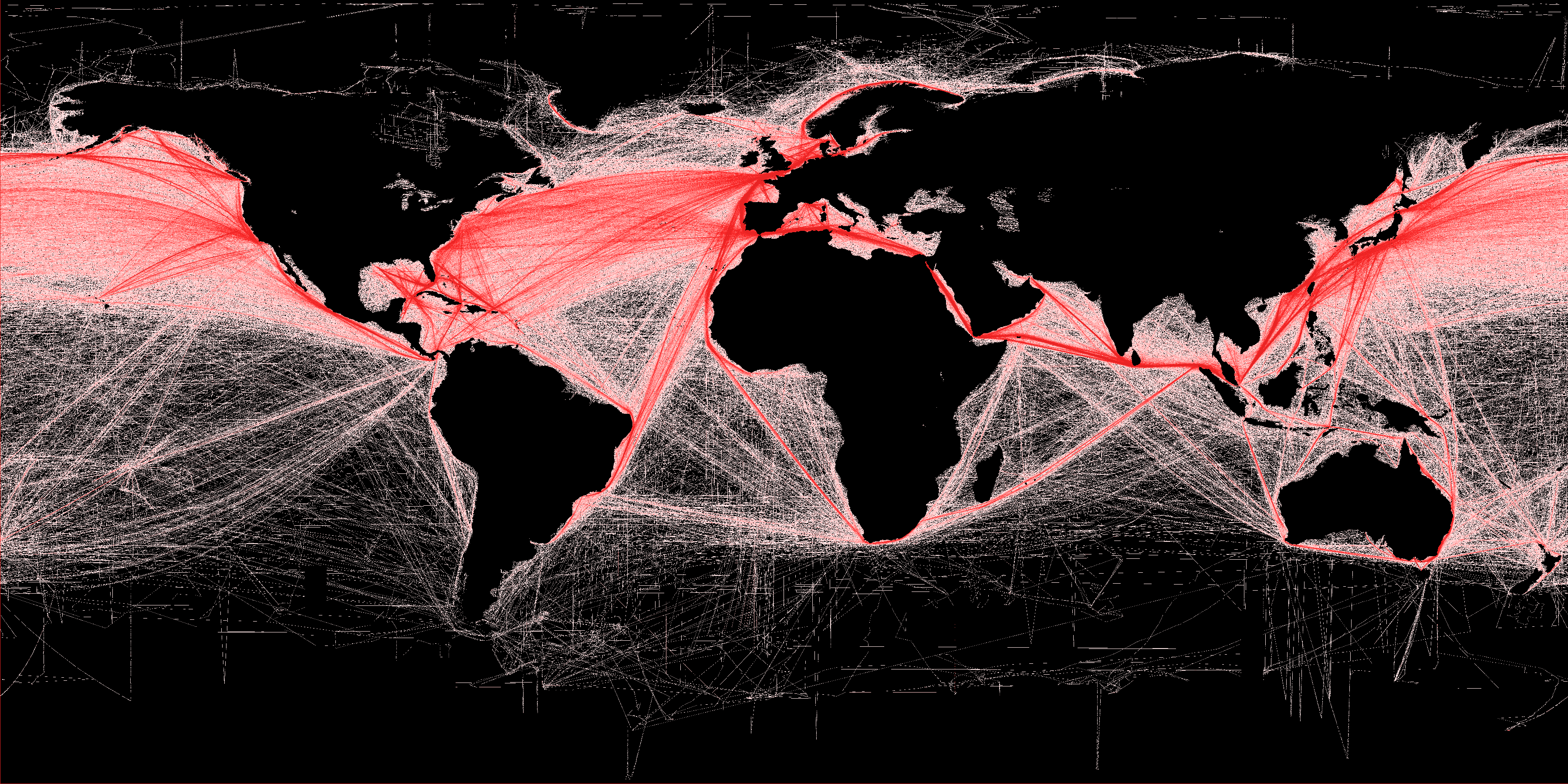
全球的海运航线分布

航线是船舶或航空器在两个地点之间的固定移动路线，其中水上运输在适航水体上所常用的航行路线叫做航道，而空中运输常用的飞行路线則称为飞行航线。航线的使用包括货运、客运、观光和科学考察，其中以前两者为主。在经过第三国领空或者海域的时候，因为涉及到主权的问题，通常不允許运输工具有任何偏离航线的移动。
航线的形成往往是因为两地之间的贸易所促成的。比如大航海时代和殖民时代开启的原因之一就是因为新崛起的奥斯曼帝国控制了通往远东的丝绸之路，欧洲人为了绕过中东贸易路线的限制所以试图用航海寻找替代路线来获取当时欧洲所需的香料和茶叶等货品，在意外发现新大陆后开始与欧洲本土之间贩卖劫获的资源和人口（奴隶和廉价劳工）因而建立了三角贸易，随后各个西欧航海国之间的贸易竞争带来了以港口为节点的全球性殖民地扩张。